# David Anthony Higgins
David Anthony Higgins est un acteur, producteur et scénariste américain, né le 9 décembre 1961 à Des Moines, dans l'Iowa (États-Unis) principalement connu pour son rôle de Craig Feldspar dans la série télévisée Malcolm.

## Filmographie

### Comme acteur
- 1987 : Hiding Out (en) de Bob Giraldi : Student
- 1988 : Tapeheads : Visual Aplomb
- 1990 : After the Shock (TV) : Lt. Rich Allen
- 1994-1998 : Ellen (série télévisée) : Joe Farrell, fainéant invétéré, est le seul et unique employé d'Ellen. Il s'occupe de servir les cafés.
- 1995 : Payback : Jim Koval
- 1995 : Coldblooded : Lance
- 1997 : The Wrong Guy : Det. Arlen
- 1998 : Snake Eyes : Ned Campbell
- 1998 : The Army Show (série télévisée) : MSgt. Dave Hopkins
- 2000-2006 : Malcolm (série télévisée) : Craig Feldspar/Mère de Craig en photo seulement
- 2003 : Ma famille d'abord (série télévisée) : Tu seras un homme, mon fils (partie 1): Le doyen de la faculté
- 2004 : Three Blind Mice : Bruce Atkins / DMV Manager
- 2010 : Valentine's Day : L'homme Cupidon
- 2010-2016 : Mike and Molly (série télévisée) : Harry
- 2011 : Big Time Rush : M. Bitters
- 2011 : Californication : Saison 5 Épisode 1 : Le voisin dans l'avion
- 2011 : American Horror Story : Saison 1 épisodes 3, 7 et 12: Stan l’homme qui présente la maison

### Comme producteur
- 1997 : The Wrong Guy

### Comme scénariste
- 1997 : The Wrong Guy